# 鯨山古墳

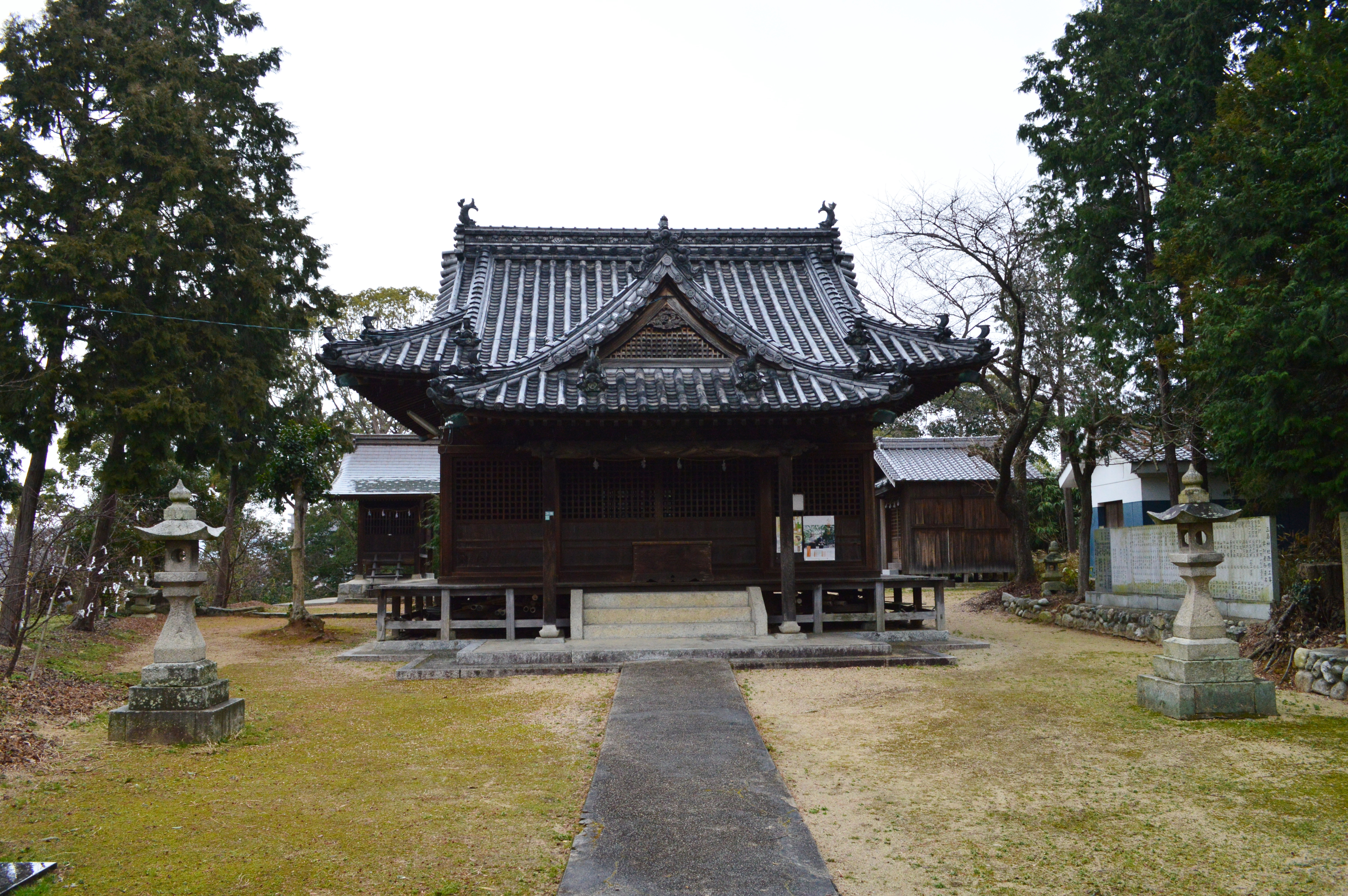
想定墳丘上の三島神社

鯨山古墳（くじらやまこふん）は、愛媛県今治市馬越町にある古墳。愛媛県指定史跡に指定されている（指定名称は「日高鯨山の古墳」）。

## 概要
愛媛県北部、今治平野北西部の蒼社川・浅川の間にある独立丘陵上に築造された大型古墳である。「鯨山」の山名は、『愛媛面影』によればかつては丘陵そばまでが入り江であって丘陵がクジラに擬せられたことに由来するという。現在までに墳丘上には安養寺と三島神社（大山祇神社）が造営されているほか、発掘調査は実施されていない。
墳形は明らかでなく、丘陵全体を古墳とする説では墳丘長約150メートルの前方後円墳で相の谷1号墳（今治市近見町・湊町、墳丘長82メートル：愛媛県最大規模）を大きく上回ると推定され、後円部部分のみを古墳とする説では直径約66メートルの円墳と推定される（ただし前説は疑義が強い）。墳丘表面ではかつて円筒埴輪が採集されたというほか、須恵器が発見されたともいう。平地に築造された大型古墳という点で重要な古墳であり、被葬者は明らかでないが、天正7年（1579年）の古文書以来越智国造の乎致命（越智氏祖）の墓とする伝承がある。
古墳域は1950年（昭和25年）に愛媛県指定史跡に指定されている。

## 遺跡歴
- 天正7年（1579年）3月、大三島大祝越智安任の手記に「小千御子御墓在馬越邑」として記述[1]。
- 明治期の『愛媛面影』に「鯨山」について記述[1]。
- 1950年（昭和25年）10月24日、「日高鯨山の古墳」として愛媛県指定史跡に指定[3]。
- 1961年（昭和36年）、墳丘実測調査[2]。

## 文化財

### 愛媛県指定文化財
- 史跡
  - 日高鯨山の古墳 - 所有者は大山祇神社ほか。1950年（昭和25年）10月24日指定[3]。